# Sipoo
Sipoo (Zweeds: Sibbo) is een gemeente in de Finse provincie Zuid-Finland en in de Finse regio Oost-Uusimaa. De gemeente heeft een landoppervlakte van 339,67 km² en telt 22.320 inwoners (2022).
Sipoo is een tweetalige gemeente met Fins als meerderheidstaal (± 60%) en Zweeds als minderheidstaal.

## Bevolkingsgroei
Vroeger was de gemeente bijna volledig Zweedstalig. In 1953 kreeg ze een tweetalige status en sinds 2003 is het Fins de meestgesproken taal. Dit komt doordat Finstaligen vanuit andere delen van het land hierheen verhuizen.
Op 26 juni 2006 besliste de gemeenteraad van Sipoo de bevolking de komende vijfentwintig jaar te verdrievoudigen. Het besluit werd genomen nadat Helsinki plannen had aangekondigd om een deel van de gemeente in te lijven om zo aan de bevolkingsgroei te kunnen beantwoorden.

## Geboren
- Joona Toivio (1988), voetballer
- André Wickström (1976), comedian